# Wasserturm Friedlingen

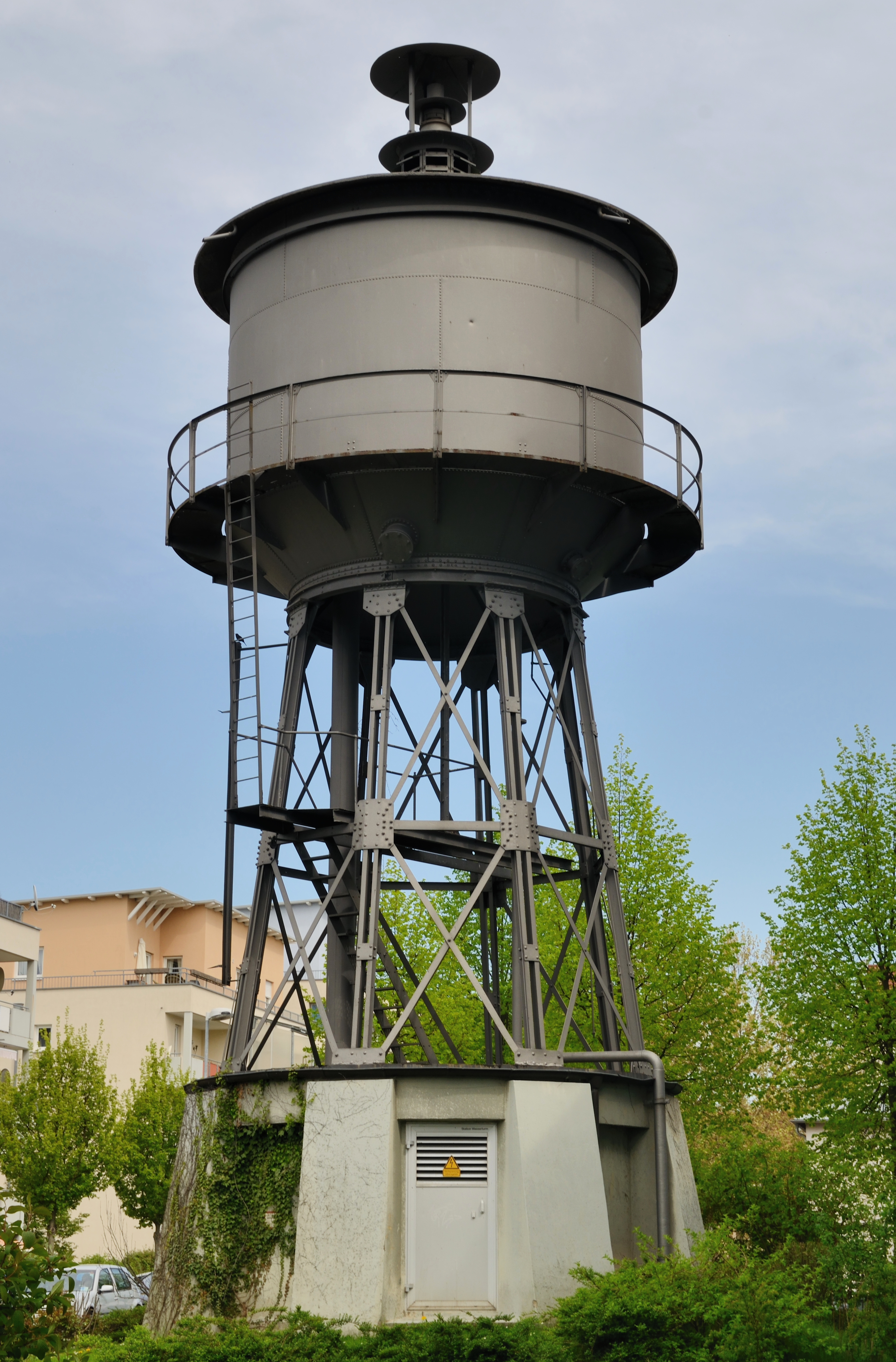
Wasserturm Friedlingen

Der Wasserturm Friedlingen ist ein 1908 in Friedlingen, heute ein Stadtteil von Weil am Rhein, errichteter Wasserturm. Der nach dem Intzeprinzip gebaute Wasserturm ruht auf einem eisernen Gestell und hat ein Fassungsvermögen von 100 Kubikmeter. Der Wasserturm ist für die Öffentlichkeit nicht zugänglich.

## Geschichte
Der Wasserturm von Friedlingen gehörte zur Färberei & Appretur Schusterinsel GmbH, die zeitweise bis zu 1200 Mitarbeiter beschäftigte. Die Schweizer Veredelungsindustrie drängte Ende des 19. Jahrhunderts wegen der verkehrsgünstigen Grenzlage und der guten Eisenbahnanbindung auf den deutschen Markt. Der Wasserturm war Teil eines ursprünglich 35.000 Quadratmeter großen Areals mit einer Vielzahl an Fabrikgebäuden mit einer Fläche von 8000 Quadratmetern. 1930 wurde der Wasserturm durch einen Betonsockel ergänzt. Mit der Krise der Textilindustrie in den 1970er Jahren ging das Unternehmen in Konkurs, und das Werk wurde abgebrochen. Die Schusterinsel ist heute überwiegend Wohngebiet mit Gewerbeansiedlung, einem Park und Hafenanlegestelle. Der Wasserturm ist der einzig erhaltene Rest des großen Textilkomplexes.

## Beschreibung
Der Wasserturm trägt seinen zylindrischen Wasserbehälter auf acht eisernen Pfeilern, die zusätzlich mit Diagonalverbänden gestützt werden. Basis des Bauwerks ist ein massiver Betonunterbau. Der Wasserzylinder hat auf seiner Unterkante einen Umgang mit Brüstung, der über eine schräge und vertikale Leiter für Wartungszwecke erreichbar ist. Auf der Spitze des Wasserbehälters befindet sich eine Laterne.